# نیکاچکووتسی
نیکاچکووتسی (به بلغاری: Nikachkovtsi) یک منطقهٔ مسکونی در بلغارستان است که در تریاونا واقع شده‌است.